# ドリーム・ラッシュ
「ドリーム・ラッシュ」は、シブがき隊の楽曲で、23枚目のシングル。1987年3月21日に発売。

## 概要
作詞は秋元康、作曲・編曲は後藤次利。秋元は本作から約1年にわたって、シブがき隊の表題曲を手掛ける。この曲は本木雅弘のソロパートが多い特徴がある。アルバム『NEXT STAGE』先行シングル。

## 収録曲
全作曲・編曲：後藤次利
1. ドリーム・ラッシュ
  - 作詞：秋元康
2. トライ・アゲイン
  - 作詞：高樹ゆうき